# البحث عن إيلونجا (فلم)
البحثُ عن إيلونجا (بالإنجليزية: Looking for Iilonga) هو فيلم ناميبي قصير صدر عام 2011 من إخراج تيم هوبشل ومن إنتاج كوليكتيف برودكشن ناميبيا (بالإنجليزية: Collective Productions Namibia).

## القصّة
يُواجه سايمون خيارًا واحدًا فقط في حلّ مشكلة الديون التي تراكمت عليه وعلى عائلته وهو تسديد كل تلك المستحقّات، وعليه يُسافر سايمون إلى المدينة تاركًا أسلوب حياته المريح في الريفِ على أمل تسوية الديون، لكنّه يجدُ صعوبة كبيرة منذ اللحظة التي وطأت قدمه المدينة.

## الإنتاج
صُوّر فيلم البحث عن إيلونجا في مدينة ويندهوك وما حولها على مدار أربعة أيامٍ في تشرين الثاني/نوفمبر 2010. كتب السيناريو تيم هويبشل ونيلوك مهاندا بناءً على فكرة نيلوك، بينما قام الممثلون بترجمة أسطرهم الخاصة إلى اللغة المحليّة. رُفع الفيلم على موقع يوتيوب في شباط/فبراير 2019 – أي بعد حوالي عقدٍ من تصويره – وبحلول حزيران/يونيو من نفس العام كان الفيلمُ قد حقَّقَ 75000 مشاهدة.

## طاقم التمثيل
- أونيموس يوبينديچ في دور سيمون
- إيلك بلات في دور أماندا
- أوني هامونيلا في دور إليزابيث
- إيمانويل نامواندي في دور كوندجاشيلي